# Дніпрянський річковий порт
Дніпрянський річковий порт — приватний портово-транспортний комплекс. Він знаходимося нижче Каховської ГЕС, місто Нова Каховка, Херсонська область, що забезпечує цілорічну роботу порту. Розташовані на лівому березі Дніпра, за 60 км на північний схід від Херсона з виходом в Чорне море і далі в Середземне море, що дозволяє вести торгівлю з різними країнами різних континентів, цілий рік. Розташоване на Дніпрі у Дніпрянах (Нова Каховка).
Місто має хорошу транспортну розв'язку у вигляді одеської залізниці, а також автотрас. Тим самим місто - порт з'єднаний з усіма областями України, ближнього і далекого зарубіжжя.

## Вантажі
- металобрухт
- сипучі/навалом вантажі
- металопродукції
- будівельні матеріали, як навалом, так і упаковані в біг-беги
- будь-які вантажі на палетах
- зернові культури та інші продукти аграрного сегменту

Підприємство надає послуги зберігання вантажів на відкритих майданчиках і в сухих складах. Так само надається документальний супровід вантажу, митне оформлення та агентування суден.

## Прийом суден
Розташування - порт знаходиться на основному руслі Дніпра, нижче Каховського шлюзу на 12 км.
Режим роботи - цілорічний. Довжина причальної стінки - 135м. Глибина біля причальної стінки - 4.5м.
Тип прийнятих суден - «річка - море» ( «Волго-Дон», «Волго-Балто» і т.д.) з осадкою в вантажу до 4,2м, під українським і іноземним прапорами.

## Прийом вантажів в порт
Вантажі в порт заходять автотранспортом, баржами або ж доставляються за допомогою залізниці «Новокаховський філія ПрАТ" Київ-Дніпровське МППЗТ "(підприємство здійснюємо вивантаження з вагонів і доставку вантажів в порт).

## Технічні можливості порту

### Розвантажувальна-навантажувальна техніка
- Плавкран КПЛ.
- Fuchs 360.
- O & K MH6.
- Гусеничний трактор

### Додаткова техніка
- Вагова - автомобільна 80 т
- Автомобільний транспорт
- Різні грейфери під різні види вантажів
- Магнітні шайби

За необхідності задіюються додаткові ресурси і техніка, для надання послуг клієнту з розвантажувально-навантажувальних робіт.

## Керівництво
- Райко Роман Романович